# Segunda División de México 1958-59
La Temporada 1958-59 de la Segunda División de México fue el noveno torneo de la historia de la segunda categoría del fútbol mexicano. Se disputó entre los meses de julio de 1958 y marzo de 1959. Contó con 17 equipos. El Tampico fue el campeón de la categoría ganando así su ascenso a la primera división en su primer torneo tras su anterior descenso del máximo circuito.

## Cambios
- Celaya ascendió a primera división.

- Tampico descendió desde el máximo circuito.
- Nuevo León, Poza Rica, Durango y San José de Toluca ingresaron a la liga como nuevos equipos.
- El equipo de la UNAM regresó a competir después de solicitar un año de pausa durante la temporada anterior, por otro lado, el representativo del IPN no regresó a jugar este año y desapareció.[2]

## Formato de competencia
Los diecisiete equipos compiten en un grupo único, todos contra todos a visita recíproca. Se coronaria campeón el equipo con la mayor cantidad de puntos y así conseguir el ascenso; si al final de la campaña existiera empate entre dos equipos en la cima de la clasificación, se disputaría un duelo de desempate para definir al campeón, esto claro sin considerar de por medio ningún criterio de desempate.

## Equipos participantes

### Equipos por Entidad Federativa
| Entidad Federativa | N.º | Equipos                              |
| ------------------ | --- | ------------------------------------ |
| Guanajuato         | 3   | Municipal, Salamanca y San Sebastián |
| Estado de México   | 2   | Oviedo y San José                    |
| Nuevo León         | 2   | Monterrey y Nuevo León               |
| Tamaulipas         | 2   | Refinería Madero y Tampico           |
| Coahuila           | 1   | Laguna                               |
| Distrito Federal   | 1   | UNAM                                 |
| Durango            | 1   | Durango                              |
| Jalisco            | 1   | Nacional                             |
| Michoacán          | 1   | La Piedad                            |
| Querétaro          | 1   | Querétaro                            |
| San Luis Potosí    | 1   | San Luis                             |
| Veracruz           | 1   | Poza Rica                            |

### Información sobre los equipos participantes
| Equipo                 | Ciudad                           | Estadio                      |
| ---------------------- | -------------------------------- | ---------------------------- |
| Durango                | Durango, Durango                 | Francisco Zarco              |
| La Piedad              | La Piedad, Michoacán             | Juan N. López                |
| Laguna                 | Torreón, Coahuila                | San Isidro                   |
| Monterrey              | Monterrey, Nuevo León            | Tecnológico                  |
| Municipal de Irapuato  | Irapuato, Guanajuato             | Revolución                   |
| Nacional               | Guadalajara, Jalisco             | Parque Oro                   |
| Nuevo León             | Monterrey, Nuevo León            | Tecnológico                  |
| Oviedo de Tlalnepantla | Tlalnepantla, Estado de México   | Campo deportivo Tlalnepantla |
| Poza Rica              | Poza Rica, Veracruz              | Parque Jaime J. Merino       |
| Querétaro              | Santiago de Querétaro, Querétaro | Municipal de Querétaro       |
| Refinería Madero       | Ciudad Madero, Tamaulipas        | Tampico                      |
| Salamanca              | Salamanca, Salamanca             | El Molinito                  |
| San José               | Toluca, Estado de México         | Héctor Barraza               |
| San Luis               | San Luis Potosí, S.L.P.          | Plan de San Luis             |
| San Sebastián          | León, Guanajuato                 | La Martinica                 |
| Tampico                | Tampico, Tamaulipas              | Tampico                      |
| U.N.A.M.               | México, D.F.                     | Olímpico Universitario       |

## Clasificación
| Pos. | Equipo           | Pts. | PJ | G  | E | P  | GF  | GC | Dif. | Clasificación              |
| ---- | ---------------- | ---- | -- | -- | - | -- | --- | -- | ---- | -------------------------- |
| 1    | Tampico (C)      | 58   | 32 | 27 | 4 | 1  | 116 | 31 | +85  | Ascenso a Primera División |
| 2    | Monterrey        | 52   | 32 | 25 | 2 | 5  | 80  | 29 | +51  |                            |
| 3    | Salamanca        | 41   | 32 | 17 | 7 | 8  | 73  | 56 | +17  |                            |
| 4    | Nacional         | 40   | 32 | 18 | 4 | 10 | 74  | 53 | +21  |                            |
| 5    | Oviedo           | 35   | 32 | 14 | 7 | 11 | 47  | 41 | +6   |                            |
| 6    | Laguna           | 35   | 32 | 16 | 3 | 13 | 74  | 71 | +3   |                            |
| 7    | Poza Rica        | 34   | 32 | 14 | 6 | 12 | 67  | 46 | +21  |                            |
| 8    | Refinería Madero | 33   | 32 | 14 | 5 | 13 | 62  | 58 | +4   |                            |
| 9    | Querétaro        | 31   | 32 | 12 | 7 | 13 | 45  | 59 | −14  |                            |
| 10   | La Piedad        | 30   | 32 | 12 | 6 | 14 | 62  | 69 | −7   |                            |
| 11   | Nuevo León       | 28   | 32 | 13 | 2 | 17 | 44  | 62 | −18  |                            |
| 12   | Durango          | 25   | 32 | 9  | 7 | 16 | 47  | 59 | −12  |                            |
| 13   | UNAM             | 25   | 32 | 9  | 7 | 16 | 43  | 59 | −16  |                            |
| 14   | San Luis         | 23   | 32 | 7  | 9 | 16 | 46  | 72 | −26  |                            |
| 15   | Municipal        | 20   | 32 | 7  | 6 | 19 | 52  | 77 | −25  |                            |
| 16   | San José         | 18   | 32 | 6  | 6 | 20 | 48  | 95 | −47  |                            |
| 17   | San Sebastián    | 15   | 32 | 6  | 3 | 23 | 36  | 79 | −43  |                            |

 Fuente: RSSSF
Criterios de clasificación: Puntos · Diferencia de goles · Goles a favor · Play-off
|                              |
| Tampico Campeón 1.er título. |

## Resultados
| Local \ Visitante | DUR | LPD | LAG | MTY | MUN | NAC | NL  | OVI | PZR | QUE | RMA | SAL | SJO | SNL | SSE | TAM | UNM |
| ----------------- | --- | --- | --- | --- | --- | --- | --- | --- | --- | --- | --- | --- | --- | --- | --- | --- | --- |
| Durango           | —   | 2–1 | 2–5 | 1–3 | 1–1 | 1–1 | 3–0 | 1–0 | 1–1 | 2–0 | 2–2 | 1–1 | 4–0 | 3–2 | 2–0 | 1–2 | 0–2 |
| La Piedad         | 3–2 | —   | 2–1 | 1–0 | 6–1 | 4–1 | 0–1 | 2–1 | 2–2 | 2–2 | 1–0 | 1–2 | 2–1 | 4–4 | 4–2 | 2–1 | 5–3 |
| Laguna            | 3–1 | 7–2 | —   | 1–0 | 3–2 | 1–2 | 4–0 | 3–1 | 2–1 | 3–1 | 1–1 | 3–5 | 4–2 | 4–1 | 2–0 | 3–3 | 4–0 |
| Monterrey         | 2–0 | 4–1 | 4–0 | —   | 5–1 | 3–0 | 2–0 | 0–0 | 1–0 | 4–0 | 3–2 | 4–0 | 8–0 | 3–1 | 3–1 | 1–3 | 1–0 |
| Municipal         | 1–3 | 2–0 | 2–3 | 2–3 | —   | 0–1 | 2–4 | 0–1 | 1–2 | 2–2 | 2–1 | 4–2 | 7–3 | 3–0 | 2–0 | 2–3 | 1–1 |
| Nacional          | 2–0 | 5–1 | 3–1 | 1–2 | 6–2 | —   | 3–0 | 1–3 | 1–0 | 2–0 | 4–2 | 0–2 | 3–0 | 1–1 | 6–3 | 2–3 | 3–2 |
| Nuevo León        | 1–0 | 3–1 | 2–2 | 2–4 | 3–1 | 1–0 | —   | 1–2 | 4–1 | 4–3 | 0–1 | 0–1 | 2–3 | 3–2 | 2–1 | 0–3 | 2–0 |
| Oviedo            | 1–0 | 2–2 | 4–1 | 0–0 | 2–2 | 3–4 | 0–1 | —   | 1–0 | 1–0 | 1–1 | 0–0 | 4–0 | 1–3 | 4–0 | 0–3 | 0–1 |
| Poza Rica         | 2–0 | 4–1 | 4–1 | 1–2 | 3–1 | 3–2 | 5–0 | 0–2 | —   | 3–0 | 4–1 | 6–1 | 7–2 | 1–1 | 3–2 | 1–3 | 1–1 |
| Querétaro         | 1–6 | 2–1 | 3–1 | 0–2 | 3–1 | 1–1 | 1–0 | 1–1 | 1–0 | —   | 4–1 | 1–1 | 4–3 | 1–0 | 4–0 | 1–2 | 1–0 |
| Refinería Madero  | 4–0 | 2–1 | 4–0 | 3–4 | 2–1 | 4–0 | 1–3 | 2–3 | 2–1 | 2–0 | —   | 2–1 | 2–0 | 3–1 | 4–1 | 1–5 | 1–0 |
| Salamanca         | 3–2 | 1–0 | 4–3 | 3–1 | 3–0 | 1–4 | 5–3 | 2–1 | 3–3 | 6–0 | 3–2 | —   | 7–1 | 3–2 | 4–1 | 1–2 | 1–1 |
| San José          | 1–1 | 1–1 | 3–2 | 1–3 | 1–2 | 1–3 | 1–0 | 4–0 | 1–2 | 1–1 | 2–2 | 3–2 | —   | 5–1 | 1–1 | 2–2 | 0–3 |
| San Luis          | 2–0 | 1–5 | 2–0 | 0–2 | 2–2 | 1–5 | 1–1 | 1–3 | 2–1 | 0–0 | 4–4 | 1–1 | 3–1 | —   | 2–1 | 1–1 | 3–1 |
| San Sebastián     | 2–2 | 3–1 | 0–2 | 1–3 | 2–1 | 2–2 | 2–1 | 1–2 | 1–3 | 1–2 | 0–1 | 0–2 | 3–2 | 3–1 | —   | 0–2 | 2–1 |
| Tampico           | 5–0 | 5–2 | 8–1 | 3–2 | 5–0 | 5–1 | 4–0 | 2–0 | 2–1 | 5–2 | 3–0 | 2–0 | 8–2 | 4–0 | 7–0 | —   | 7–1 |
| UNAM              | 5–3 | 1–1 | 2–3 | 0–1 | 1–1 | 0–4 | 3–0 | 2–3 | 1–1 | 1–3 | 3–2 | 2–2 | 1–0 | 2–0 | 1–0 | 1–3 | —   |